# Égothèle des Moluques
Aegotheles crinifrons
Espèce
Synonymes
- Batrachostomus crinifrons Bonaparte, 1850
(protonyme)
- Euaegotheles crinifrons (Bonaparte, 1850)

Statut de conservation UICN

 LC  : Préoccupation mineure
L'Égothèle des Moluques (Aegotheles crinifrons) est une espèce d'oiseaux de la famille des Aegothelidae.

## Répartition
Cet oiseau est endémique des Moluques du Nord.